# Tony Warner
Anthony Randolph Warner, mais conhecido como Tony Warner (Liverpool, 11 de maio de 1974), é um goleiro trinitário-tobagense.

## Biografia
Tony Warner começou sua carreira no Liverpool em 1994. Ele nunca jogou um jogo de primeira equipe, mas fez 120 aparições no banco e ganhou o apelido de "Tony Bonus" devido a receber muitos bônus de vitórias. Warner teve um contrato por empréstimo com o Swindon Town em 1997. No ano seguinte ele esteve um breve período emprestado ao Celtic devido a lesões dos goleiros da primeira equipe Jonathan Gould e Stewart Kerr. Ele fez sua estreia pelo Celtic em 14 de novembro de 1998, em uma derrota por 2 x 1 para o St Johnstone FC.